# Mtab
mtab (ang. mounted file systems table, tablica zamontowanych systemów plików) – plik występujący w systemach z rodziny Unix, znajduje się zwykle w katalogu /etc i zawiera listę zamontowanych systemów plików. Plik ten ma format bardzo podobny do pliku fstab i jest automatycznie modyfikowany podczas użycia polecenia mount.

## Przykładowy plik mtab
```
/dev/hda3 / reiserfs rw,notail 0 0
proc /proc proc rw 0 0
/sys /sys sysfs rw 0 0
varrun /var/run tmpfs rw 0 0
varlock /var/lock tmpfs rw 0 0
procbususb /proc/bus/usb usbfs rw 0 0
udev /dev tmpfs rw 0 0
devpts /dev/pts devpts rw,gid=5,mode=620 0 0
devshm /dev/shm tmpfs rw 0 0
lrm /lib/modules/2.6.15-23-386/volatile tmpfs rw 0 0
/dev/hda1 /media/hda1 ntfs rw,nls=utf8,umask=007,gid=46 0 0
/dev/hda5 /media/hda5 vfat rw,utf8,umask=007,gid=46 0 0
/dev/hda6 /media/hda6 vfat rw,utf8,umask=007,gid=46 0 0

```

Jeżeli system plików był zamontowany ręcznie, to ten plik zawiera wszystko co powinno znaleźć się w fstab, aby system plików był montowany automatycznie.